# Maksim Gorky
Aleksey Maksimovich Peshkov (tiếng Nga: Алексей Максимович Пешков) (28 tháng 3 năm 1868 – 18 tháng 6 năm 1936), được biết đến nhiều hơn với cái tên Maksim Gorky (Максим Горький, Maksim Gor'kij), là một nhà văn, người đặt nền móng cho trường phái hiện thực xã hội chủ nghĩa trong văn chương và là một nhà hoạt động chính trị người Nga. Ông được xem là nhà văn kiệt xuất của nền văn học nước Nga vào thế kỷ 20. Từ năm 1906 đến 1913 và từ năm 1921 đến năm 1929, ông sống ở nước ngoài, hầu hết ở Capri của Ý; sau đó ông trở về Liên bang Xô viết. Ngoài ra, ông cũng là bạn của đại văn hào Nga Lev Nikolayevich Tolstoy và lãnh tụ Liên Xô Vladimir Ilyich Lenin.

## Tiểu sử
Gorky sinh ra tại Nizhny Novgorod và trở thành một đứa trẻ mồ côi khi ông mới mười tuổi. Ông được bà nuôi dưỡng, bà của Gorky là một người rất giỏi kể chuyện. Cái chết của bà ảnh hưởng sâu sắc đến cuộc sống của ông, sau một lần tự vẫn không thành vào năm 1887, ông đã đi bộ xuyên qua Đế chế Nga trong 5 năm liền, làm nhiều công việc khác nhau và tích lũy vốn kiến thức để sử dụng vào các tác phẩm sau này.

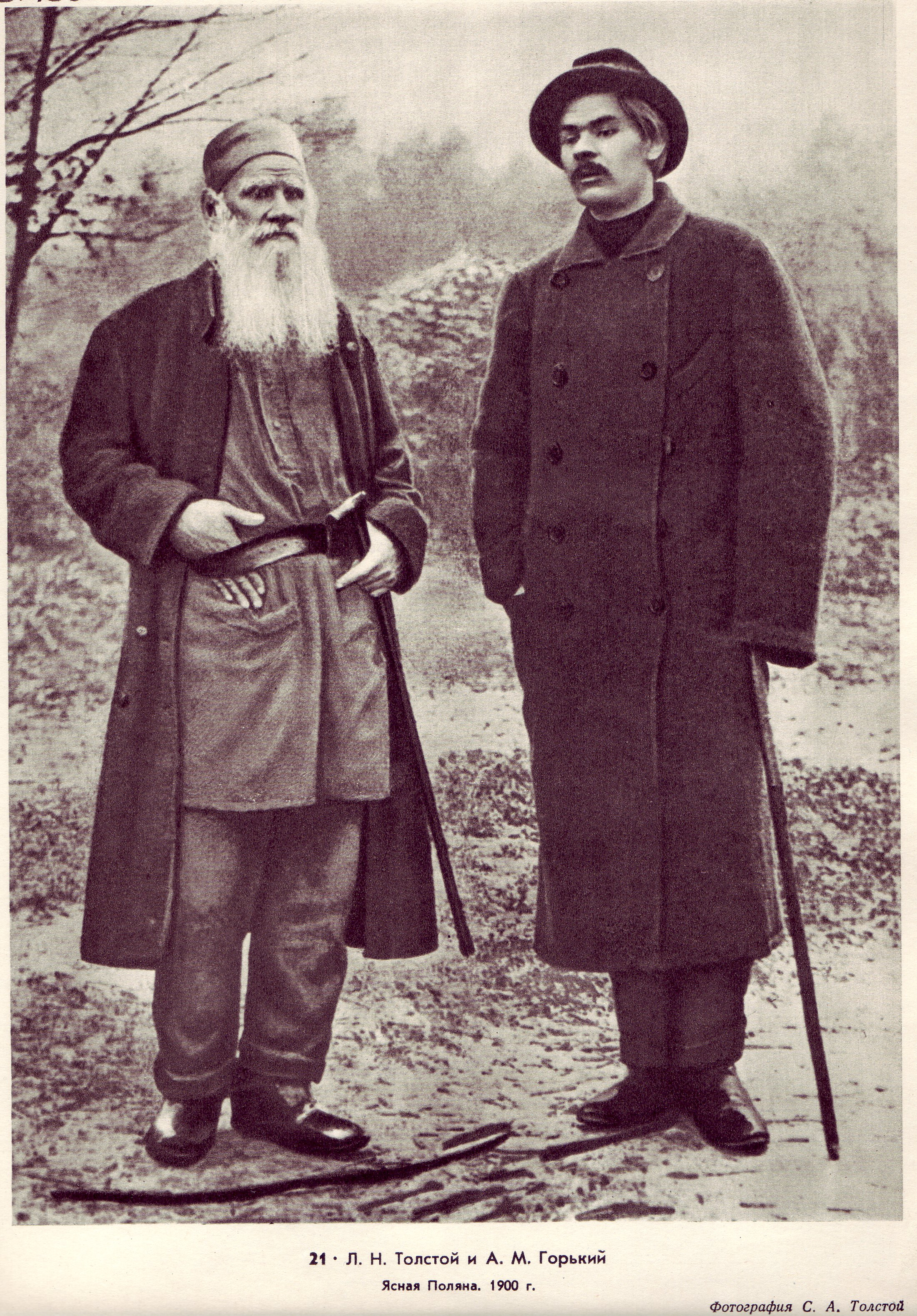
Lev Tolstoy với Gorky ở Yasnaya Polyana

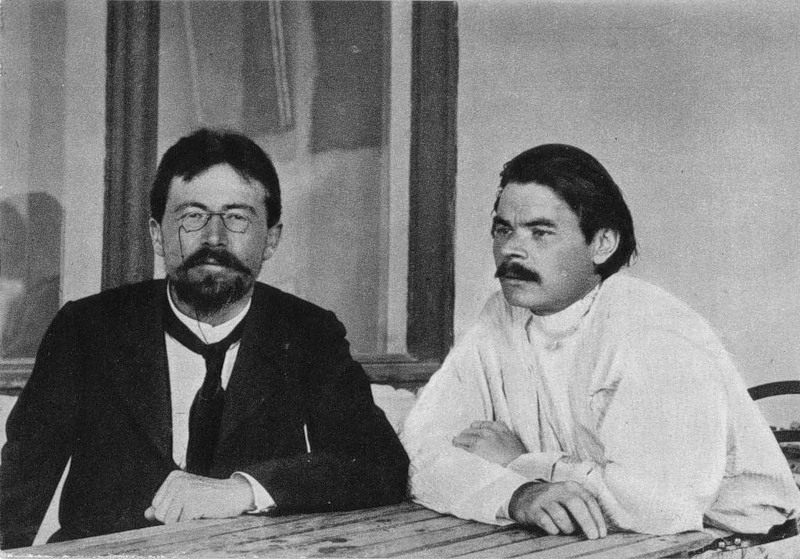
Anton Chekhov và Gorky ở Yalta năm 1900.

Trong vai trò là một nhà báo làm việc cho một tờ báo của tỉnh, ông đã viết các bài dưới bút danh Iegudiil Khlamida (Иегудиил Хламида). Ông bắt đầu sử dụng bút danh Gorky ("sự đắng cay") vào năm 1892, trong thời gian ông làm việc ở Tiflis. Cái tên phản ánh sự tức giận của ông về đời sống ở Nga khi đó và sự quyết tâm nói nên sự thực đắng cay. Năm 1898, cuốn sách đầu tiên của Gorky có tên Ocherki i rasskaèy (Очерки и рассказы, Các bài tiểu luận và các câu truyện) đã thu được thành công lớn là bước đầu làm cho ông trở thành người có tên tuổi trong nền văn chương Nga. Gorky đã viết không ngừng, phản ánh hiện thực của xã hội để đánh thức lương tâm của mọi người. Ông đã mô tả cuộc sống của những con người ở tầng lớp đáy trong xã hội và bị gạt ra ngoài lề của xã hội, bộc lộ sự gian khổ của họ, sự cực nhọc và bị đối xử hung hăng, tàn bạo, nhưng cũng thể hiện ánh sáng lương tâm của họ.
Danh tiếng của Gorky như giọng văn học duy nhất từ những tầng lớp đáy xã hội và như một người ủng hộ nhiệt thành cho cuộc cải cách xã hội, chính trị và văn hoá Nga (tới năm 1899, ông công khai liên kết với phong trào Dân chủ xã hội Mác xít) khiến ông trở nên nổi tiếng trong cả giới trí thức và số lượng ngày càng gia tăng các công nhân "có ý thức". Ở trung tâm của mọi tác phẩm của ông là một niềm tin ở giá trị vốn có và khả năng của con người (личность, lichnost'). Ông đưa ra các cá nhân đầy sức sống, nhận thức về phẩm giá tự nhiên của họ, và có cảm hứng từ nhiệt tình và ý chí của họ, những người chống lại các điều kiện sống đang ngày càng tồi tệ đi quanh mình. Tuy nhiên, cả các tác phẩm cũng như những bức thư của ông cho thấy một "con người không ngừng nghĩ" (một người thường xem xét lại mình) đấu tranh để giải quyết những tình cảm về đức tin và thái độ hoài nghi trái ngược bên trong, tình yêu cuộc sống và sự phẫn nỗ với sự tầm thường và nhỏ mọn của thế giới con người.
Ông công khai phản đối chế độ Sa hoàng và bị bắt giữ nhiều lần. Gorky kết bạn với nhiều nhà cách mạng, cụ thể là với Lenin sau cuộc gặp gỡ năm 1902. Ông phản ánh việc chính phủ kiểm soát báo chí (xem vụ việc Matvei Golovinski). Năm 1902, Gorky được bầu làm một thành viên danh dự của Viện hàn lâm Văn học, nhưng vua Nicholas II ra lệnh huỷ bỏ việc này. Để phản đối, Anton Chekhov và Vladimir Korolenko đã rời Viện hàn lâm.
Những năm 1900 tới 1905 là giai đoạn gia tăng tính lạc quan trong các tác phẩm của Gorky. Ông tham gia vào phong trào đối lập, và vì thế ông lại bị bỏ tù trong một thời gian ngắn năm 1901. Năm 1904, sau khi đã làm xấu đi mối quan hệ của mình với Nhà hát Nghệ thuật Moscow sau cuộc xung đột với Vladimir Nemirovich-Danchenko, Gorky quay trở lại Nizhny Novgorod để thành lập một nhà hát của riêng mình. Cả Constantin Stanislavski và Savva Morozov đều hỗ trợ tài chính cho nhà hát. Stanislavski coi nhà hát của Gorky như một cơ hội để phát triển mạng lưới các nhà hát tại các tỉnh mà ông hy vọng là mình sẽ cải cách được nền nghệ thuật sân khấu tại Nga, việc ông đã hy vọng từ những năm 1890. Ông gửi một số học sinh từ Trường Nghệ thuật Nhà hát - và cả Ioasaf Tikhomirov, người điều hành trường — tới làm việc tại đó. Tuy nhiên, tới mùa thu khi cơ quan kiểm duyệt đã cấp mọi vở kịch mà nhà hát xin đưa lên sân khấu, Gorky rời bỏ dự án. Khi ấy đã là một tác gia, biên tập viên, người viết kịch thành công về tài chính, Gorky hỗ trợ tài chính cho Đảng Lao động Dân chủ Xã hội Nga (RSDLP), ngoài ra ông cũng ủng hộ những lời kêu gọi của phái tự do tới chính phủ đòi cải cách xã hội và nhân quyền. Vụ bắn giết dã man những người công nhân tuần hành yêu cầu cải cách của Sa hoàng vào ngày 9 tháng 1 năm 1905 (được gọi là "Chủ Nhật đẫm máu"), dẫn tới cuộc Cách mạng năm 1905, dường như đã khiến Gorky trở nên chống đối chế độ Sa hoàng kịch liệt hơn. Khi ấy ông đã là một người bạn thân cận của phái Bolshevik trong đảng của Vladimir Lenin - dù vẫn không rõ liệu ông đã từng chính thức gia nhập nó và các mối quan hệ của ông với Lenin và những người Bolshevik luôn lung lay. Tuy nhiên, tại Luân Đôn, vào năm 1907 Lenin có nhìn nhận về ông: "Tôi là người hâm mộ tài năng của anh". Các tác phẩm có ảnh hưởng nhất của ông trong những năm này là loạt kịch chính trị, nổi tiếng nhất là The Lower Depths (1902). Năm 1906, những người Bolshevik cử ông đi một chuyến gây quỹ tới Hoa Kỳ, nơi tại Núi Adirondack, Gorky đã viết tác phẩm nổi tiếng của mình về đấu tranh và chuyển biến cách mạng, Мать (Mat’, Người Mẹ). Những trải nghiệm của ông tại đó - gồm cả một scandal về việc ông đi cùng người tình chứ không phải vợ - đã làm sâu sắc hơn sự khinh miệt của ông với "tâm hồn tư sản" và cả với sự ngưỡng mộ của ông với tính dũng cảm của tinh thần Mỹ. Khi bị bỏ tù một thời gian ngắn tại Pháo đài Peter và Paul khi cuộc Cách mạng Nga năm 1905 thất bại, Gorky đã viết vở kịch Những đứa trẻ của Mặt trời, được đặt trong bối cảnh vụ dịch tả năm 1862, nhưng nói chung được hiểu có liên quan tới những sự kiện đương thời khi ấy.
Maksim Gorky cũng là bạn thân của một nhà văn nổi tiếng người Nga khác là Lev Nikolayevich Tolstoy. Tuy nhiên, họ có những điểm khác nhau về thân thế và quan điểm: trong khi Tolstoy sinh ra trong một gia đình giàu có, Gorky lại là một người thuộc giai cấp vô sản. Ông là người chủ trương thay đổi nước Nga trong khi Tolstoy lại không muốn sự bất công bị tiêu diệt bằng vũ lực. Ông là một người không có niềm tin tôn giáo, trong khi Lev Tolstoy lại là một người đặt niềm tin vào Thiên Chúa. Ngoài ra, về tuổi tác thì ông thua Tolstoy đến 40 tuổi. Nhưng họ có một điểm tương đồng là tình yêu với văn học. Gorky trở thành một đại văn hào nước Nga ở thế kỷ 20, tuy nhiên ông cũng ảnh hưởng văn học thế kỷ 19 của các nhà văn Tolstoy, Chekhov và cả một người thường bị ông chỉ trích - Fyodor Mikhailovich Dostoevsky. Cuối mùa thu năm 1910, Lev Nikolayevich Tolstoy qua đời. Tại Italia, Maxim Gorky hay tin:
Từ năm 1906 tới năm 1913, Gorky sống trên đảo Capri, một phần vì các lý do sức khỏe và một phần để tránh không khí đàn áp ngày càng gia tăng tại Nga. Ông tiếp tục ủng hộ công việc của đảng dân chủ xã hội Nga, đặc biệt là những người Bolshevik, và viết các tiểu luận hưu cấu và văn hóa. Điều gây tranh cãi nhất, ông đã xây dựng, cùng với một số người Bolshevik không tuân theo kỷ luật, một triết học mà ông gọi là "Tạo ra Chúa", với mục đích giành quyền lực của thánh thần để trao cho Cách mạng, và tạo ra phái vô thần coi con người là đấng tối cao thay vì Chúa, chứa đầy đam mê, tinh thần phấn khởi, chuẩn mực đạo đức, và cam kết về sự giải thoát khỏi những xấu xa, khổ âu, và thậm chí là cái chết. Dù việc 'Tạo ra Chúa' bị Lenin ngăn chặn, Gorky vẫn giữ niềm tin của mình rằng "văn hóa" —sự nhận thức đạo đức và tinh thần về giá trị và tiềm năng của bản chất con người- sẽ có tầm quan trọng lớn hơn với thành công của cách mạng so với những sự sắp xếp chính trị hay kinh tế.
Ông đã trao đổi với giáo sư Tomáš Garrigue Masaryk, người đã đến thăm đảo Capri vào năm 1912. Trong cuộc cách mạng trong 1917 họ gặp nhau tại Sanct-Petersburgh.
Một lệnh ân xá được đưa ra nhân kỷ niệm lần thứ 300 của triều đại Romanov cho phép Gorky quay trở lại Nga năm 1913, nơi ông tiếp tục việc chỉ trích xã hội, cố vấn cho các nhà văn khác từ giới bình dân, và viết một loạt các hồi ký văn hóa quan trọng, gồm cả phần đầu cuốn tự truyện của ông. Khi quay về Nga, ông đã viết rằng ấn tượng chính của ông là "mọi người quá thô bạo và không có hình ảnh của Chúa." Giải pháp duy nhất, ông nhiều lần tuyên bố, là "văn hóa".
Trong Thế chiến I, căn hộ của ông tại Petrograd được biến thành một phòng làm việc của người Bolshevik, nhưng những quan hệ của ông với những người Bolshevik trở nên gay gắt. Sau khi tờ Novaya Zhizn (Новая Жизнь, "Đời sống Mới") của ông trở thành đối tượng kiểm duyệt của người Bolshevik, Gorky đã xuất bản một tuyển tập tiểu luận chỉ trích những người Bolshevik với tên gọi Những tư tưởng không đúng lúc năm 1918. (Mãi tới khi Liên bang Xô viết sụp đổ nó mới được tái bản lần thứ hai.) Tiểu luận gọi Lenin là một bạo chúa vì những vụ bắt bớ vô cảm và sự đàn áp tự do ngôn luận, và là một người vô chính phủ vì những toan tính bí ẩn của ông; Gorky đã so sánh Lenin với cả Sa hoàng và Nechayev. Trong tiểu luận này ông viết "Lenin và Trotsky và những người theo họ đã bị đầu độc bởi nọc độc xấu xa của quyền lực. Bằng chứng của điều này là thái độ của họ đối với tự do ngôn luận và con người và tất cả những lý tưởng mà nền dân chủ đang đấu tranh vì chúng. Những kẻ cuồng tín mù quáng và những kẻ phiêu lưu mất trí đang chạy gấp rút với tốc độ tối đa tới một cuộc cách mạng - trên thực tế, đó là một con đường tới tình trạng vô chính phủ. Tiểu luận này thể hiện Gorky là người bỡ ngỡ trước làn sóng cách mạng Nga đương thời, ông không hiểu được hành động của những người Bolshevik. Tuy nhiên lãnh tụ Vladimir Lenin đã tuyên bố: "Gorky là người của chúng ta... Ông sẽ trở lại với chúng ta", và 2 người vẫn duy trì tình bạn thân thiết

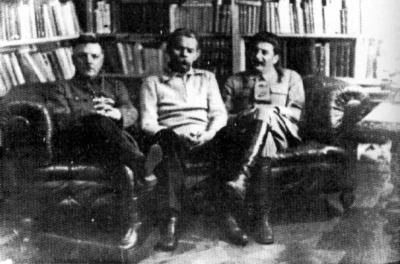
Voroshilov, Gorky, Stalin (từ trái sang phải) vào năm 1931

Tháng 8 năm 1921, Nikolai Gumilyov, bạn ông, một người bạn văn và là chồng của Anna Akhmatova, bị Cheka ở Petrograd bắt giữ vì các quan điểm ủng hộ quân chủ chuyên chế của ông. Gorky vội vã tới Moscow, xin được lệnh thả Gumilyov từ chính Lenin, nhưng khi quay trở về Petrograd ông mới biết rằng Gumilyov đã bị bắn. Tháng 10 năm 1921, Gorky quay trở lại Italia vì các lý do sức khoẻ: ông bị bệnh lao. Năm 1924, ông trở nên buồn bã khi hay tin người bạn thân thiết của ông, lãnh tụ Vladimir Ilyich Lenin đã qua đời.
Trong khoảng 2 năm 1921-1922, nạn đói lớn đã xảy ra tại các vùng nông thôn của nước Nga, đặc biệt là ở khu vực sông Volga và Ural, giết chết khoảng 2 triệu tới 5 triệu người. Maxim Gorky đã phải lên tiếng kêu gọi cộng đồng quốc tế giúp đỡ nước Nga. Vào tháng 12 năm 1921, Quốc hội Mỹ đã thông qua một gói cứu trợ trị giá 20 triệu USD bao gồm các loại hạt giống ngô và lúa mì gửi tới Nga để giúp chính phủ Nga Xô viết giải quyết nạn đói. Sau đó Mỹ cũng đạt được một thỏa thuận với Chính phủ Nga về việc cung cấp lương thực cho hàng triệu người dân Nga ở những vùng bị đói. Maxim Gorky đã viết một lá thư vào tháng 7 năm 1922 gửi tới Tổng thống Mỹ Hoover để cảm ơn nước Mỹ đã cứu nước Nga thoát khỏi nạn đói chết chóc: "Sự giúp đỡ của các bạn sẽ đi vào lịch sử như là một chiến thắng đáng giá, một thành tựu vĩ đại và duy nhất, sẽ còn mãi trong ký ức của hàng triệu người Nga đã được các bạn cứu khỏi cái chết .
Theo Aleksandr Solzhenitsyn, việc Gorky quay trở lại Liên bang Xô viết có động cơ từ các nhu cầu vật chất. Tại Sorrento, Gorky thấy mình không có tiền cũng chẳng có danh tiếng. Ông đã đến thăm Liên Xô nhiều lần sau năm 1929, và vào năm 1932 Joseph Stalin đích thân mời ông quay trở lại Liên Xô vĩnh viễn, với một đề xuất đã được ông chấp nhận. Tháng 6 năm 1929, Gorky tới thăm Solovki (đã được dọn dẹp cho dịp này) và viết một bài báo tích cực về trại Gulag này, nơi đã chịu tai tiếng ở phương Tây. Sau này ông bình luận rằng mọi thứ mà mình đã viết đã được kiểm duyệt. Điều thực tế ông thấy và nghĩ khi tới thăm trại là một chủ đề được bàn luận rất nhiều.
Việc Gorky quay trở lại từ nước Italia Phát xít là một chiến thắng tuyên truyền lớn cho những người Xô viết. Ông được trao Huân chương Lenin và được cấp một biệt thự (trước kia thuộc nhà triệu phú Ryabushinsky, hiện là Bảo tàng Gorky) ở Moskva và một nhà nghỉ nông thôn tại vùng ngoại ô. Một trong những con phố trung tâm của Moscow, Tverskaya, và thành phố nơi ông ra đời đã được đổi lại theo tên ông để vinh danh ông. Chiếc máy bay cánh cứng lớn nhất thế giới hồi giữa thập niên 1930, chiếc Tupolev ANT-20 (ảnh), cũng được đặt tên là Maxim Gorky. Nó được dùng cho các mục đích tuyên truyền và thường bay biểu diễn trên thủ đô Liên Xô.

Ngày 11 tháng 10 năm 1931 Gorky đọc truyện cổ tích của mình "Một cô bé và thần chết" cho những người tới thăm Joseph Stalin, Kliment Voroshilov và Vyacheslav Molotov, một sự kiện sau này đã được Viktor Govorov thể hiện lại trên bức tranh của mình. Cùng ngày hôm ấy Stalin để lại bút tích của mình ở trang cuối cuốn sách đó của Gorky: 
Эта штука сильнее чем "Фауст" Гёте (любовь побеждает смерть) Tiếng Việt: "Tác phẩm này mạnh hơn Faust của Goethe (tình yêu đánh bại cái chết)".
Năm 1933, Gorky xuất bản một cuốn sách về Kênh Biển Trắng-Baltic, được trình bày như một ví dụ về sự tích cực của việc cải tạo lao động đã biến một người từ xấu thành tốt, đó là "sự hồi sinh thành công của những kẻ thù của giai cấp vô sản". Ông viết hàng loạt tác phẩm, ghi lại những cảm xúc của mình về nước Nga mới - nước Nga Xô viết. Đặc biệt quan tâm đến sự ra đời và trưởng thành của nền văn học Xô viết, ông dốc nhiều tâm sức cho việc thành lập Hội Nhà văn Liên Xô và chuẩn bị cho Đại hội lần đầu tiên của Hội vào năm 1934. Đại hội này đã đánh dấu sự ra đời của khái niệm chủ nghĩa hiện thực xã hội chủ nghĩa - một trào lưu nghệ thuật mới mà Gorky được xem như là ngọn cờ đầu trong sáng tác (với tác phẩm "Người mẹ"), đồng thời cũng là một trong những người đầu tiên đặt nền tảng lý luận. Gorky được tôn vinh là cha đẻ của nền văn học xã hội chủ nghĩa, là nhà văn Nga vĩ đại nhất trong thế kỷ 20.
Với sự gia tăng trấn áp của Chủ nghĩa Stalin và đặc biệt là sau vụ ám sát bí thư thành ủy Leningrad - Sergei Kirov tháng 12 năm 1934, Gorky được đặt dưới tình trạng giám sát tại gia với chế độ an ninh tối đa trong ngôi nhà của ông ở Moskva.
Cái chết bất ngờ của con trai ông là Maxim Peshkov tháng 5 năm 1934 được nối tiếp bởi cái chết của chính Maxim Gorky tháng 6 năm 1936. Stalin và Molotov nằm trong số những người khiêng quan tài của Gorky trong buổi lễ.
Vào thời đó, những lời đồn đoán đã rộ lên về hoàn cảnh cái chết của ông. Trong những phiên xét xử mẫu với Bukharin năm 1938, một trong những cáo buộc là Gorky đã bị giết hại bởi các nhân viên NKVD của Yagoda. Tuy nhiên, về sau cái chết của ông đã được xác định là do bệnh lao phổi và truỵ tim
Ở thời Liên bang Xô viết, trước và sau khi ông mất, những sự phức tạp trong đời sống và quan điểm của Gorky đã bị giảm xuống còn một hình ảnh biểu tượng (được ca ngợi trong những bức tranh hùng ca và những bức tượng ở những vùng nông thôn): Gorky như một tác giả Nga vĩ đại xuất thân từ người dân thường, một người bạn trung thành của những người Bolshevik, và người sáng lập và ngày càng thích hợp với "chủ nghĩa hiện thực xã hội chủ nghĩa". Trái lại, các trí thức bất đồng coi Gorky là một tác gia có khuynh hướng ý thức hệ. Ngày nay, một sự cân bằng lớn hơn đã được tìm thấy trong những tác phẩm về Gorky, theo đó chúng ta thấy một sự tán thưởng ngày cảng lớn về khía cạnh tinh thần phức tạp về đời sống Nga hiện đại được thể hiện trong những tác phẩm của ông . Một số nhà sử học  đã bắt đầu coi Gorky như một trong những nhà quan sát sâu sắc nhất về cả những hứa hẹn và những nguy hiểm của cách mạng tại Nga.

## Các tác phẩm chọn lọc
- Makar Chudra (Макар Чудра), truyện ngắn, 1892
- Chelkash (Челкаш), Bà lão Izergil (Старуха Изергиль), 1895
- Malva, 1897
- Những tạo vật từng là con người, những câu chuyện được dịch sang tiếng Anh (1905)
  - Ở đây có chứa một đoạn giới thiệu của G. K. Chesterton[12]
- Hai sáu người đàn ông và một cô gái
- Foma Gordeyev (Фома Гордеев), tiểu thuyết, 1899
- Ba người trong số họ (Трое), 1900
- Bài ca Chim báo bão (Песня о Буревестнике), 1901
- Bài ca Chim ưng (Песня о Соколе),truyện ngắn, 1902
- Cuộc đời Matvei Kozhemyakin (Жизнь Матвея Кожемякина)
- Người Mẹ (Мать), tiểu thuyết, 1907
- Một lời xưng tội (Исповедь), 1908
- Thành phố Okurov (Городок Окуров), tiểu thuyết, 1908
- Thời thơ ấu (Детство), 1913–1914
- Kiếm sống (В людях), 1915–1916
- Chaliapin, các bài viết trong Letopis, 1917[13]
- (Несвоевременные мысли), 1918
- Những trường đại học của tôi (Мои университеты), 1923
- The Artamonov Business (Дело Артамоновых), 1927
- Cuộc đời Klim Samgin (Жизнь Клима Самгина), epopeia, 1927–36
- Hồi ức Tolstoy (1919), Chekhov (1905–21), và Andreyev
- V.I.Lenin (В.И.Ленин), hồi ức, 1924–31
- The I.V. Stalin White Sea - Baltic Sea Canal, 1934 (tổng biên tập)

### Kịch
- The Philistines (Мещане), 1901
- The Lower Depths (На дне), 1902
- Summerfolk (Дачники), 1904
- Những đứa con của Mặt trời (Дети солнца), 1905
- Barbarians, 1905
- Enemies, 1906
- Queer People, 1910
- Vassa Zheleznova, 1910
- The Zykovs, 1913
- Tiền giả, 1913
- Yegor Bulychov và những người khác, 1932
- Dostigayev và những người khác, 1933

## Chuyển thể
Nhà thơ, nhà soạn kịch, và đạo diễn sân khấu theo chủ nghĩa hiện thực người Đức Bertolt Brecht đã sáng tác vở kịch sử thi "Người mẹ" vào năm 1932, dựa trên tiểu thuyết có cùng tên của Gorky. Tiểu thuyết của Gorky cũng được Valery Viktorovich Zhelobinsky chuyển thể thành một vở nhạc kịch vào năm 1938. Năm 1912, nhà soạn nhạc người Italia Giacomo Orefice sáng tác vở nhạc kịch Radda, dựa theo nhân vật "Radda" trong tác phẩm Makar Chudra.

## Các tác phẩm về Gorky
- The Gorky Trilogy là một chuỗi gồm ba bộ phim—Tuổi thơ của Maxim Gorky, My Apprenticeship, và My Universities—đạo diễn bởi Mark Donskoi, quay phim tại Liên Xô,phát hành vào năm 1938-1940.
- The Murder of Maxim Gorky. A Secret Execution by Arkady Vaksberg. (Enigma Books: New York, 2007. ISBN 978-1-929631-62-9.)

## Trích dẫn
- "Một người phải biết đếm dù chỉ để khi ở tuổi năm mươi người đó không cưới một cô gái hai mươi"
- "Если враг не сдается, его уничтожают" (Nếu kẻ thù không đầu hàng, chúng phải bị tiêu diệt!)
- "Khi lao động là một điều thú vị, cuộc đời là một niềm vui! Khi lao động là một trách nhiệm, cuộc đời là nô lệ."
- "Một người cùng khổ tìm kiếm một người cùng khổ khác; sau đó anh ta hạnh phúc."
- "Chính trị là cái máy tạo ra tình trạng thù địch xã hội, những nghi ngờ ma quỷ, những lời nói dối không hổ thẹn, những tham vọng bẩn thỉu, và sự không tôn trọng cá nhân. Kể tên bất kỳ thứ gì tồi tệ ở con người, và nó sẽ chính xác trong mảnh đất của tranh giành chính trị lớn lên cùng tham vọng."
- "Văn học là Nhân học".
- "Nơi lạnh nhất không phải Bắc Cực mà là nơi không có tình thương".
- "Hãy yêu sách, nó là nguồn kiến thức, chỉ có kiến thức mới là con đường sống"